# Gertrude Guillaume-Schack
Gertrude Guillaume-Schack (9 novembre 1845 – 20 mai 1903) est une féministe abolitionniste pionnière dans la lutte contre la régulation de la prostitution par l'État dans l'Empire allemand. Elle rencontre beaucoup de résistance due à la croyance de l'époque selon laquelle de tels sujets ne doivent pas être abordés par des personnes respectables, surtout si ce sont des femmes. Elle s'est aussi impliquée dans l'organisation d'associations pour les travailleuses allemandes, et dans le Parti social-démocrate (SPD). Ses activités et ses opinions politiques lui valent d'être expulsée par les autorités allemandes. Elle déménage en Angleterre en 1886, où elle s'engage dans des organisations socialistes, mais Friedrich Engels s'oppose à ses vues sur l'émancipation des femmes. Après avoir quitté la ligue socialiste anglaise, elle s'intéresse à la théosophie. Son refus d'un traitement médical contribue peut-être à son décès causé par un cancer du sein non traité. 

## Jeunesse
Gertrude Schack est née dans le village d'Uschütz, en province de Silésie (Royaume de Prusse), le 9 novembre 1845. Ses parents sont le comte Alexander Schack von Wittenau et Elizabeth et la comtesse de Königsdorf,. La famille de son père appartient une branche ancienne de la noblesse locale de Basse Silésie. Son père, le comte Schack, est un homme à l'esprit ouvert qui exerce une grande influence sur sa fille Gertrude. En 1862, quand elle est âgée de 17 ans, ses parents quittent leurs terres et achète une villa à Beuthen an der Oder. Son père envoie Gertrude vivre avec une de ses sœurs, en lui demandant de lui rendre souvent visite.
À l'automne 1873, elle déménage à Neuchâtel en Suisse. En 1876 elle épouse un peintre suisse, et vit un temps avec lui dans la maison de ses parents. Son mari est Édouard Guillaume des Verrières. Son beau-frère est James Guillaume, un anarchiste proche de Mikhaïl Bakounine. Le couple emménage à Paris, mais Édouard Guillaume ne semble pas vouloir s'impliquer dans la vie maritale en abandonnant ses habitudes de célibataire et Gertrud demande le divorce. À l'été 1878 elle rentre dans son pays d'origine.

## Abolitionnisme

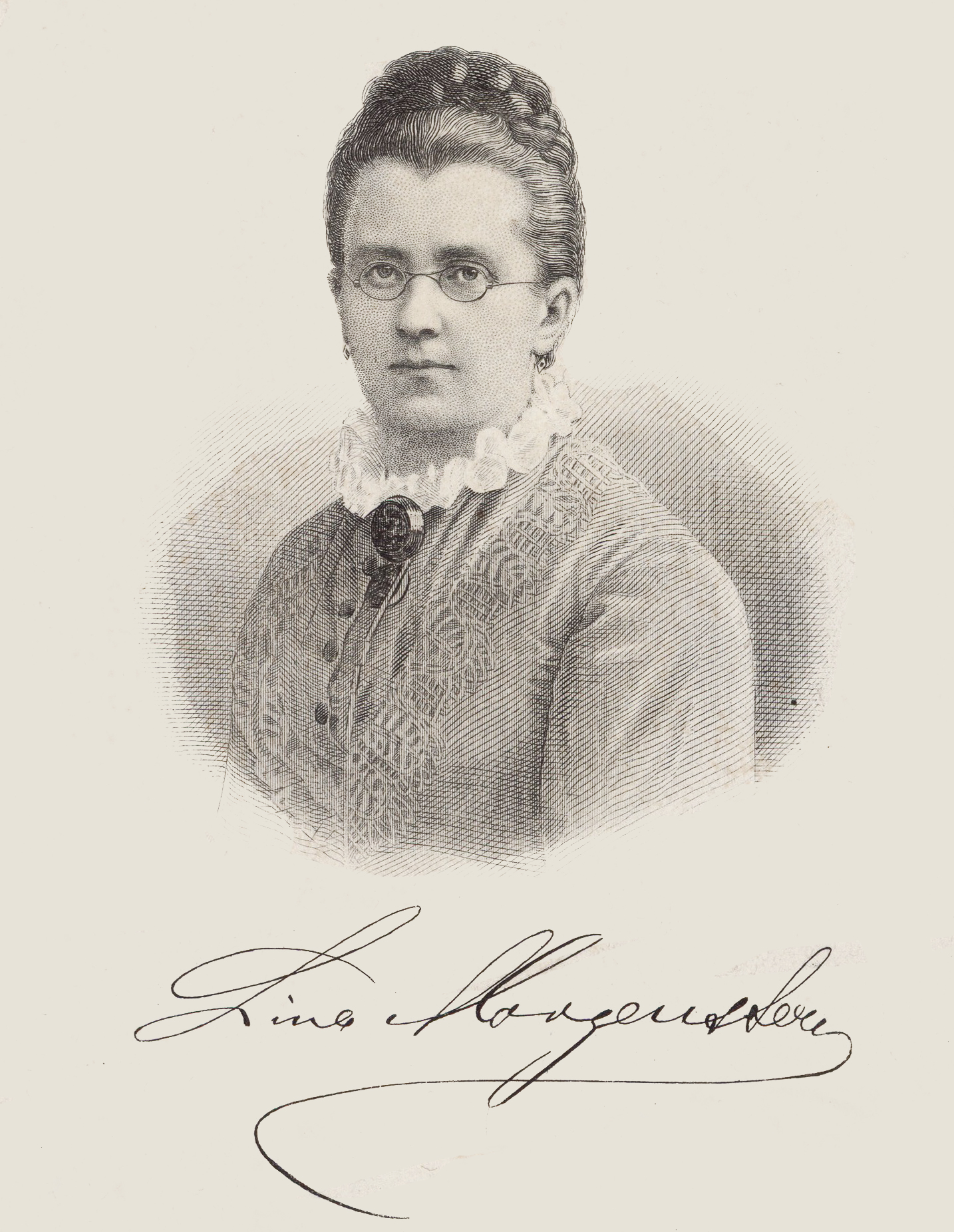
Lina Morgenstern aide Guillaume-Schack a dirigé un centre d'hébergement pour femmes à Berlin.

À Paris Gertrude Guillaume-Schack s'engage dans le mouvement abolitionniste fondé par Josephine Butler en Angleterre pour combattre la régulation de la prostitution par l'État. Elle débute la campagne en Allemagne avec les mêmes objectifs. Selon elle, les examens médicaux obligatoires et les autres règlements imposés aux prostituées pénalisent les femmes, mais ne s'appliquent pas à leurs clients masculins. En janvier 1879, elle vient à Berlin pour travailler pour la cause abolitionniste, et en mai 1879 donne ses premières conférences à destination d'un petit nombre de personnes. Elle fait un discours public à la mairie de Berlin le 14 mai 1880, mais peu de gens l'écoutent. Le 7 mars 1880 elle fonde la Deutscher Kulturbund   1880 (Union abolitionniste Kulturbund) à Berlin. La Deutscher Kulturbund est la première antenne de ce qui deviendra par la suite la Fédération abolitionniste internationale (IAF) en Allemagne. Techniquement elle est indépendante de l'IAF, à cause de restrictions imposées par les lois en vigueur en Prusse, et est basée à Beuthen mais suit les principes définis par Joséphine Butler.
Bien qu'elle soit soutenue par les leaders du mouvement féministe à Berlin Lina Morgenstern et Franziska Tiburtius, les progrès sont lents. Beaucoup de personnages influents pensent qu'il n'est pas digne de parler de prostitution en public. Gertrude Guillaume-Schack l'exprime dans l'ouverture d'un discours de 1882 en disant "peut-être que vous avez été surpris qu'une question aussi difficile à traiter que cette question de moralité soit discutée en public, et peut-être encore plus, que moi, une femme, veuille en discuter." Les lois prussiennes concernant les associations, qui restent en vigueur jusque 1908, restreignent le droit des femmes à se réunir et parler de questions politiques et sociales en public .
Gertrude Guillaume-Schack parle lors de nombreux évènements et rassemblements. Le Bulletin Continental, l'organe la Continental and General Federation, la future Fédération abolitionniste internationale (IAF), rapporte qu'en janvier et février 1882, elle parle à Breslau, Liegnitz, Berlin, Hanovre, Bonn, Cologne, and Düsseldorf. En mars, elle assiste à des réunions à Elberfeld, Barmen, Wiesbaden, et ensuite Darmstadt, où un grand rassemblement mixte incluant des femmes et des filles est organisé dans un gymnase. L'audience est avertie du sujet à l'avance et écoute en silence, sauf quelques trouble-fêtes masculin assis à l'avant du public. Elle explique que la police des mœurs est une source de difficultés pour une jeune femme prostituée qui souhaite retourner selon elle à "une vie honnête". À ces mots, la police présente sur les lieux intervient et lui demande d'arrêter son discours immoral.
Le jour suivant, Gertrude Guillaume-Schack et d'autres participantes sont accusées d'atteinte à l'ordre public. Son procès est dû au fait qu'elle a osé parler de prostitution en public. Durant le procès, son sérieux et sa dignité sont établis. Le procès devient une enquête sur la section policière des mœurs, et les deux accusées sont acquittées. Il établit le fait que des jeunes filles de 13 ou 14 ans peuvent être enregistrées en tant que prostituées et autorisées à pratiquer pour autant qu'elles suivent les règles de la police, constituant en définitive le seul commerce auquel peut se livrer une personne mineure sans le consentement de ses parents. En 1882, Gertrude Guillaume-Schack publie son livre polémique Über unsere sittlichen Verhältnisse ("A propos de nos relations morales") concernant la prostitution et la traite des femmes blanches. Le mouvement se développe petit à petit. La branche berlinoise de l'association est autorisée à tenir des réunions dans une pièce du Ministère de la religion et de la justice, où sont distribués tracts et brochures. Les excès du système de prostitution sont dévoilés. En dépit des interférences causées par la police, l'organisation grandit jusqu'à compter 12 sections. Un grand nombre de ses membres sont des féministes. Elles essaient d'aider les jeunes filles et les femmes, et de mettre un terme à la prostitution régulée par l'État en Allemagne, considérant que ce système laisse les femmes "tomber".
Gertrude Guillaume-Schack rencontre l'activiste silésienne Lina Morgenstern, et elles fondent la Verein zur Rettung und Erziehung minorenner strafentlassener Mädchen ("Association pour le sauvetage et l'éducation des jeunes filles discriminées par des condamnations criminelles"), qui tient un refuge pour des jeunes femmes cherchant du travail. Il est situé à l'opposé de la toute nouvelle gare de Berlin. En août 1885, Gertrude Guillaume-Shack se rend à Berne et donne deux conférences à un public de femmes, ce qui conduit à la création de l'association bernoise pour le relèvement moral. Les autorités l'expulsent à cause de ses réunions publiques sur les questions abolitionnistes et son association avec le SPD, également interdit.

## Implication dans le mouvement socialiste en Allemagne
En 1884, Gertrude Guillaume-Schack fonde le Central-Kranken- und Begräbniskasse für Frauen und Mädchen in Deutschland (Fonds d'entraide pour maladie et funérailles en Allemagne). C'est une organisation pour les associations ouvrières interdites et une plateforme régionale. Elle promeut l'activisme auprès des ouvrières et compte bientôt 20 000 membres. En 1885 Gertrud Guillaume-Schack et Emma Ihrer fondent la Verein zur Vertretung der Interessen der Arbeiterinnen (Association pour la promotion des intérêts des femmes au travail) à Berlin en collaboration avec le SPD. Elle en est élue présidente honoraire de l'association berlinoise des ouvriers. Cette association est interdite en tant qu'organisation politique au bout d'un an.
Gertrude Guillaume-Schack rejoint le SPD en 1885. Elle est radicalement opposée aux régulations spécifiques pour le travail féminin et organise des protestations contre la législation proposée quand elle est débattue au Reichstag en 1885. Elle entreprend une tournée de conférences en Allemagne, durant laquelle, malgré des interventions massives des forces de l'ordre, elle réussit à fonder des associations d'ouvrières sur le modèle berlinois dans d'autres villes. Encouragées par Gertrude Guillaume-Schack, d'autres femmes commencent à oser parler et organiser des tournées. Gertrude Guillaume-Schack parle lors de réunions d'associations de femmes ouvrières allemandes, en attaquant le militarisme et faisant l'apologie d'idées socialistes. Elle assiste aussi à de nombreuses réunions en Suisse où elle aborde la misère des femmes qui travaillent. Elle soutient la création de la première association du travail des femmes (employées ou ménagères).
En janvier 1886, Gertrude Guillaume-Schack lance Die Staatsbürgerin (Les citoyennes), un journal à Offenbach-sur-le-Main. Le journal documente les réunions des femmes ouvrières, donne des statistiques sur les conditions de travail, et les dernières actualités en matière de lutte pour les salaires. Die Staatsbürgerin, le premier journal destiné aux femmes qui travaillent, est interdit après tout juste six mois de publication. Les autorités allemandes considèrent alors qu'en se mariant avec un Suisse, Guillaume-Schack a abandonné son droit à la citoyenneté allemande. Il lui est alors interdit de vivre dans plusieurs villes allemandes, elle est expulsée et seuls de courts séjours pour rendre visite à sa famille lui sont autorisés.

## Angleterre

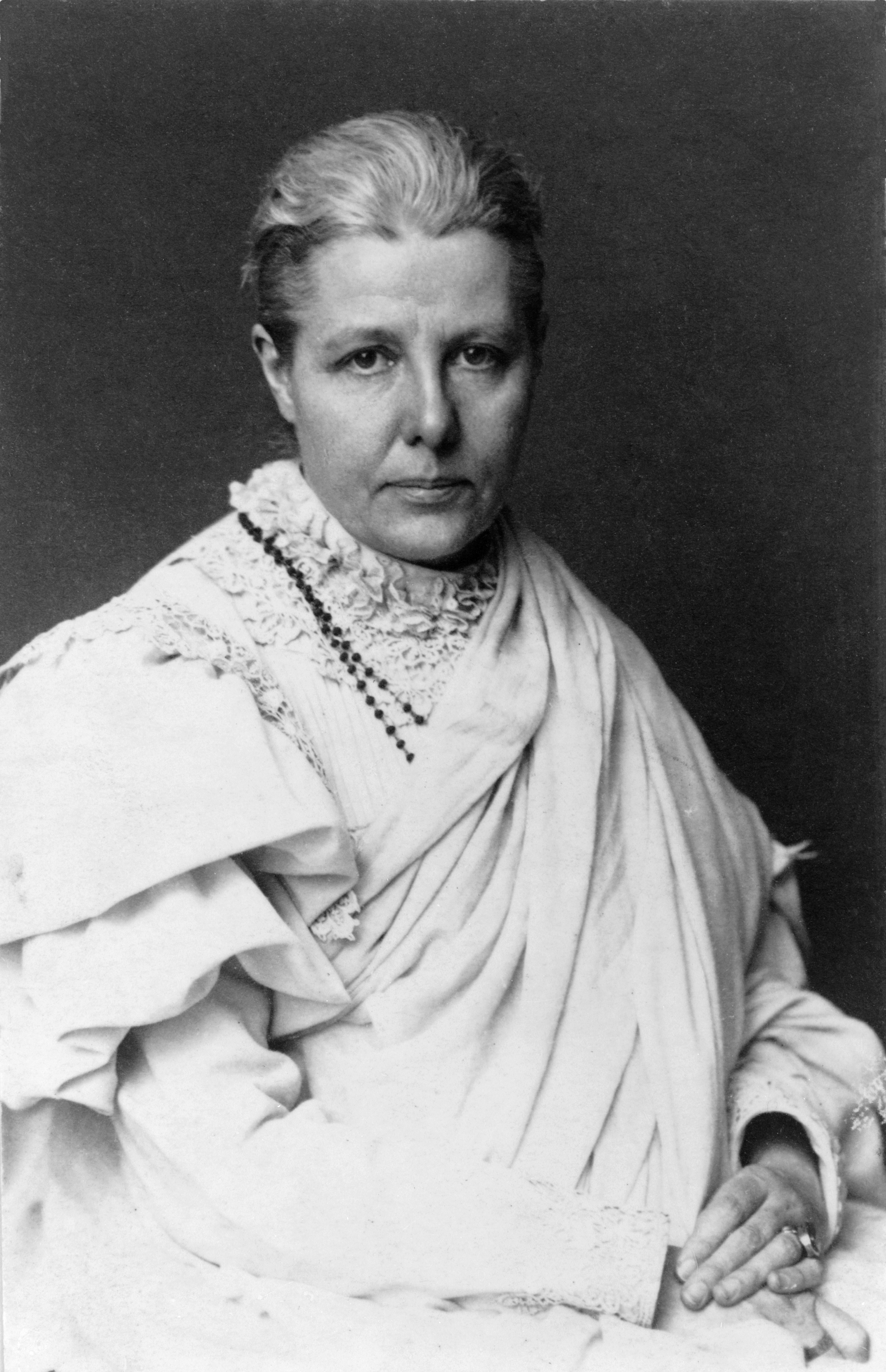
Annie Besant, socialiste et théosophe.

Gertrude Guillaume-Schack arrive en Angleterre en 1886. Elle rencontre Friedrich Engels, qui la trouve plaisante et de compagnie distrayante, mais se montre suspicieux quant aux liens qu'elle entretient en dehors du mouvement socialiste. Il écrit à propos de ses activités abolitionnistes passées, qu'en "les poursuivant elle collabore avec les bourgeoises religieuses de l'agitation contre les maladies contagieuses"   et avec divers éléments anarchistes de la Ligue Socialiste". Il dénigre les femmes, écrivant que dès qu'elles commencent à ne plus être d'accord entre elles, elles racontent des histoires à propos des activités du parti, et pourraient même dénoncer leurs camarades à la police. En juillet 1885 Engels écrit à Gertrude Guillaume-Schack « c'est ma conviction que l'égalité entre hommes et femmes ne pourra s'établir que lorsque l'exploitation des deux par le capital aura été abolie et la sphère privée domestique transformée en industrie publique » .
Friedrich Engels n'aime pas les femmes résolues et intelligentes qui ne sont pas jolies et dont le nom de famille n'est pas Marx. Il déteste tout particulièrement des femmes intellectuelles d'âge mûr comme la théosophe Annie Besant, et les journalistes Emily Crawford, et Gertrude Guillaume-Schack. Friedrich Engels accueille la campagne pour les suffrages féminin avec colère, en écrivant sur ces  « petites femmes présomptueuses qui font tant de bruit pour les droits des femmes », alléguant que leur cause est une diversion derrière laquelle la division des classes continue à sévir. Gertrude Guillaume-Schack rompt avec  Friedrich Engels en 1887.  Un conflit à propos d' Edward Aveling en est la cause alléguée.
En 1887 Gertrude Guillaume-Schack se positionne contre la proposition officielle du SPD pour la législation de protection des femmes. Elle devient sympathique aux yeux des anarchistes de la Ligue Socialiste. Elle est active dans la Ligue de 1897 à 1890, et participe au Congrès de Paris le 14 juillet 1889 en tant que représentante de l'Association internationale des travailleurs.
Gertrude Guillaume-Schack commence à s'intéresser à la  théosophie à la fin du 19e siècle. Elle meurt le 20 mai 1903 à Surbiton, âgée de 57 ans. Gertrude Guillaume Schack est décrite dans le cadre d'une enquête judiciaire comme théosophe, conférencière socialiste, avocate de la tempérance morale, et végétarienne. Douze mois auparavant, elle tombe sur une boite de conserve dans sa chambre et se blesse à la poitrine. Elle consulte un ancien médecin qui n'exerce plus légalement, mais en qui elle a confiance. Il lui recommande de consulter un spécialiste, mais elle refuse, arguant qu'en tant que théosophe la mort est pour elle une simple transition d'un état à un autre, et qu'elle n'intervient pas avec les mécanismes de son corps. Un médecin est appelé quelques heures avant sa mort, mais sa condition  ne lui permet aucun traitement. La cause de sa mort est enregistrée comme causée par un cancer du sein, accéléré par le manque de soins et de nourriture.

## Héritage

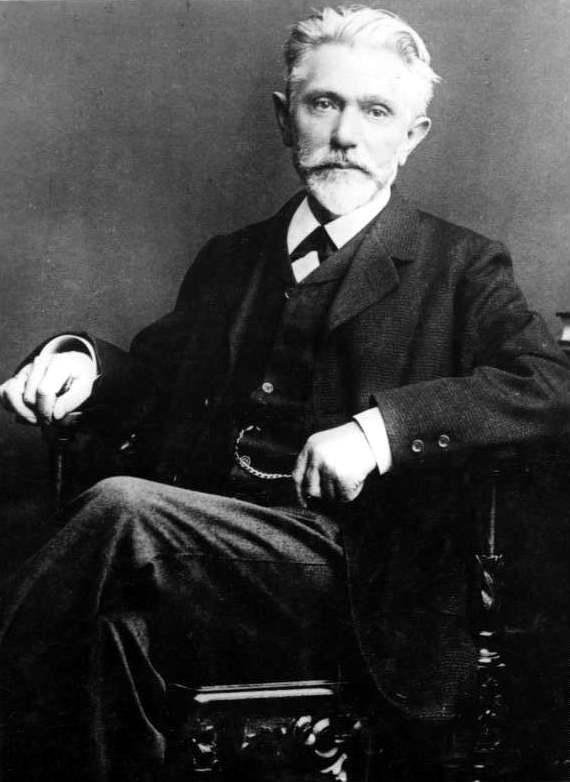
August Bebel influença Guillaume-Schack, et il apprit beaucoup d'elle en retour.

Gertrude Guillaume-Schack est l'une des voix les plus convaincantes de son temps en Allemagne. Max Kretzer (1854–1941) lui dédie en 1882 son roman Die Betrogenen (Trompées). Le roman décrit une ouvrière séduite qui devient par la suite une prostituée. Gertrude Guillaume-Schack soutient les vues d'August Bebel.  L'œuvre phare de celui-ci, de 1979, intitulée Die Frau und der Sozialismus (La femme et le socialisme), avec la description de la campagne en Grande-Bretagne des Contagious Diseases Acts et la campagne de Guillaume Schack's en Allemagne reflètent l'influence de Gertrude Guillaume-Schack.
Gertrude Guillaume-Schack et Lily Braun sont les deux seules aristocrates à rejoindre le SPD. Lily Braun écrit une histoire du mouvement des ouvrières en Allemagne dans laquelle elle crédite Gertrude Guillaume-Schack du développement du mouvement. Ce n'est pas très juste pour des femmes comme Clara Zetkin, qui continuent à travailler après le départ de Gertrude Guillaume-Schack d'Angleterre. Après l'exil de Gertrude Guillaume-Schack's, la cause de la protection des jeunes filles et des femmes est reprise par des hommes et des femmes aux vues plus conservatrices.
Le mouvement abolitionniste qu'elle établit devient connu sous le nom de mouvement pour le relèvement moral, et est conduit par des antisémites comme le Pasteur Ludwig Weber, et le Docteur Adolf Stoecker. Les membres ne pouvaient être à la fois socialistes et chrétiens. En une décennie pourtant, des jeunes femmes libérales qui ont entendu les discours de Schack rejoignent la cause abolitionniste en Allemagne, comme Anna Pappritz, Anita Augspurg, Katharina Scheven, and Minna Cauer.